# Limenitis pollina
Limenitis pollina är en fjärilsart som beskrevs av Hans Fruhstorfer 1915. Limenitis pollina ingår i släktet Limenitis och familjen praktfjärilar. Inga underarter finns listade i Catalogue of Life.